# Rak modrzewia

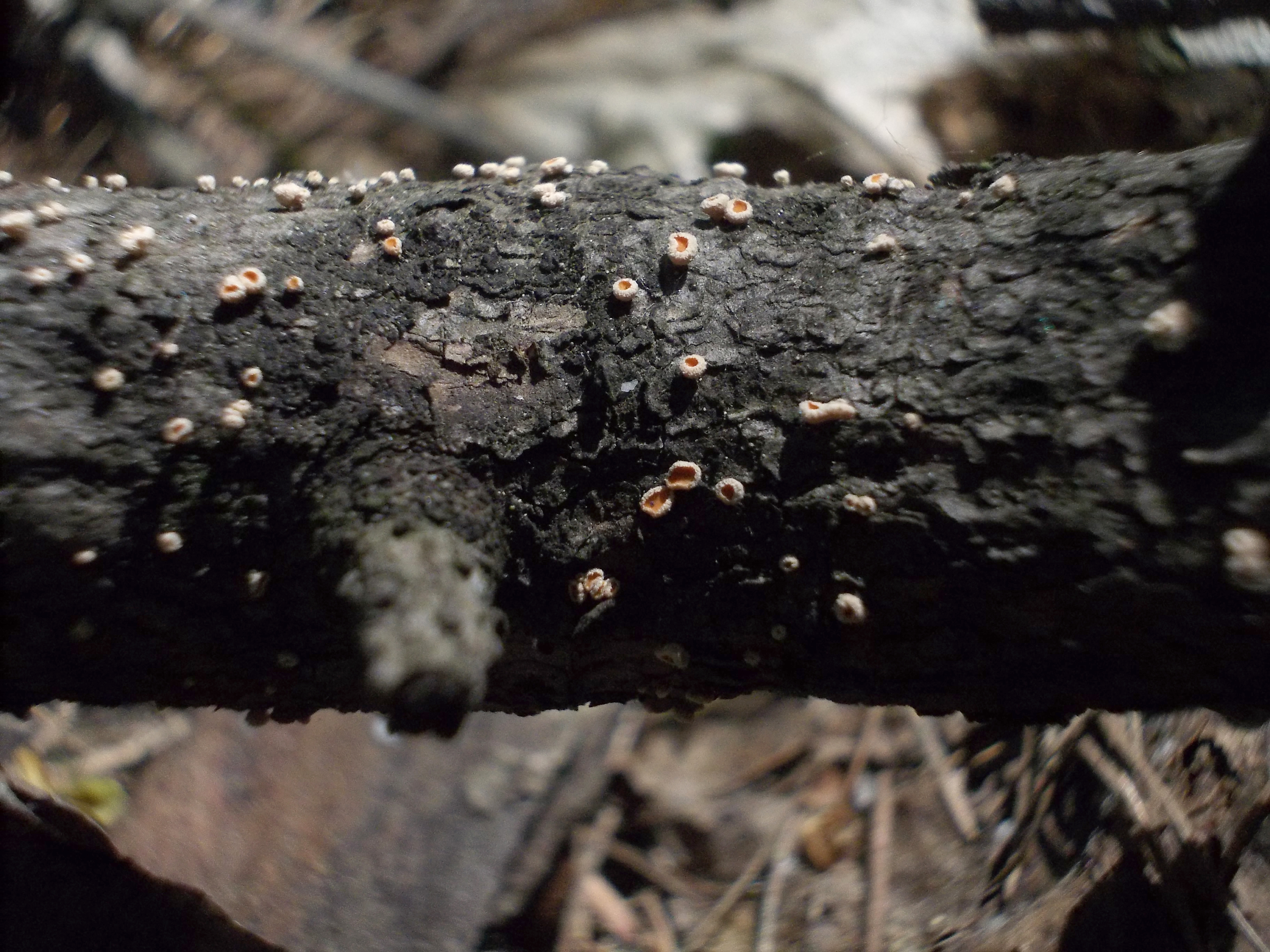
Owocniki Lachnellula willkommii

Rak modrzewia (ang. stem canker of larch) – grzybowa choroba modrzewia wywołana przez Lachnellula willkommii.

## Występowanie i szkodliwość
Jest to choroba z grupy raków roślin. Wyrządza duże szkody w drzewostanach w Europie i Ameryce Północnej. Szczególnie często poraża modrzewia europejskiego (Larix decidua), dużo rzadziej i w mniejszym stopniu modrzewia japońskiego (L. leptolepis) i polskiego (L. polonica). Starsze drzewa wykazują większą odporność, ale dla młodych choroba jest groźna. Poraża głównie cienkie pędy i pnie, które zazwyczaj obumierają. Starsze pnie rzadko zamierają, ale choroba osłabia je mechanicznie, wskutek czego są narażone na złamanie podczas wichury. Porażony pień traci też wartość użytkową, ponadto rana ułatwia wniknięcie do wnętrza drewna innym patogenom.

## Objawy
Najbardziej charakterystycznym objawem są zrakowacenia. Jednak gdy porażeniu ulegną cienkie pędy i pnie, z reguły szybko obumierają i nie powstają na nich zrakowacenia. Narośle tworzą się dopiero wtedy, gdy patogen zainfekuje grubszy konar lub grubszy pień. Porażone miejsce ciemnieje i zapada się, jego brzegi grubieją, wskutek czego powstaje narośl. Na zapadniętym obszarze, oraz na otaczającej go korze powstają pęknięcia, z których wycieka żywica. Z czasem utlenia się ona i ciemnieje stając się niemal czarna. Później porażona kora łuszczy się i odpada pozostawiając odsłonięte drewno. Rana systematycznie powiększa się, a na ściemniałej żywicy powstają mniej więcej koncentryczne strefy. W pewnym stopniu porażone zostaje także drewno, które zmienia barwę na czerwonobrunatną.

## Epidemiologia
Ze szczelin w porażonej i już martwej korze wyrasta na zewnątrz biaława grzybnia. Tworzą się w niej apotecja o średnicy 3–6 mm osadzone na trzonku o długości do 1 mm. Wewnątrz są pomarańczowe, na zewnątrz kredowobiałe i włochate. Jest to stadium teleomorfy. Czasem przed pojawieniem się apotecjów powstają początkowo żółte, potem białe konidiomy o średnicy około 0,1 mm. To anamorfa.
Infekcji modrzewi dokonują roznoszone przez wiatr askospory powstające w apotecjach. Wnikają do wnętrza rośliny głównie przez blizny liściowe powstające po opadłych igłach. Infekcja przez rany jest rzadka. Gdy zainfekowany zostaje krótkopęd blisko przy pniu, zrakowacenie tworzy się na pniu. Z tego powodu odporność na tę chorobę wzrasta z wiekiem drzewa, gdyż czym starsze drzewo, tym dalej od pnia znajdują się jego krótkopędy. Grzybnia patogenu rozrasta się pomiędzy komórkami żywiciela i wewnątrz nich, głównie w górę pędów. Rozrasta się także w głąb, docierając do kambium, a po jego obumarciu dociera do drewna. Tu rozwija się dużo wolniej opanowując cewki i promienie rdzeniowe. Przechodzi od komórki do komórki przebijając ściany komórkowe. Roślina broniąc się przed inwazją warstwą korka oddzielachore części kory od zdrowych.
Największe nasilenie choroby ma miejsce w drzewostanach nizinnych i znajdujących się w niskich i średnich położeniach górskich. Choroba nie występuje natomiast u modrzewi w wysokich górach. Przyczyną jest panująca tam długa i ostra zima niesłużąca patogenowi. Zimowe okresy ociepleń występujące na nizinach i w niższych położeniach górskich nie pozwalają modrzewiowi na wzmożenie jego czynności życiowych, ale dla patogenu są wystarczające do podjęcia aktywności. Niektórzy badacze uważali, że przyczyną raka modrzewia jest głównie mróz. Inni wykazali jednak, że nawet jeśli mróz ułatwia patogenowi infekcję, to aby rak rozwijał się przez wiele lat niezbędna jest obecność grzyba.

## Ochrona
Stanowiska pod nasadzenia modrzewiem powinny być tak dobrane, by były wolne od późnych przymrozków ułatwiających patogenowi infekcję. Trzeba prowadzić prace pielęgnacyjne; usuwanie chorych drzew i prześwietlanie młodników i drągowin. W miarę możności należy do uprawy wprowadzać odporne na raka gatunki lub odmiany modrzewi. Niektórzy zalecają wprowadzenie domieszek innych drzew, ale P.J. Hopp twierdzi, że domieszka świerka może jeszcze zwiększyć podatność modrzewia na raka.